# Johan Salmson
Johan Salmson före kristnandet Isak  Salmson, född 21 januari 1798 i Stockholm, död 1859 i Paris, var en svensk skulptör, medalj- och stengravör.

## Bakgrund
Johan Salmson var son till hovgravören till Salm Salmson och Lea Moses. Han blev tidigt elev vid Konstakademien, där han gjorde lovande framsteg, bland annat tilldelades han tredje medaljen 1812 och den Meyerska medaljen 1813 samt Tessinska medaljen 1814. Han blev agré vid akademien 1820 och samma år reste han tillsammans med Bengt Fogelberg till Paris där han blev kvar fram till sin död. Han medverkade i akademiens utställningar under 1810-talet och i Götiska förbundets utställning 1818 där han belönades med första pris för reliefen Thor, stridande med Jättarne. Han uppbar en resepension från akademien 1823–1828 som senare drogs in på grund av att han slösat med penningar och varit senfärdig med arbeten till akademien. Redan i ungdomsåren fick han lära sig stålgravyr i sin fars verkstad och i Paris fördjupade han sina kunskaper i gravyr genom att studera medaljgravyr och kom därefter att övergå till medaljkonsten. Bland hans noterbara medaljer märks de över riksantikvarien Gudmund Jöran Adlerbeth, Carl De Geer och kronprins Oskar som universitetskansler samt medaljer på beställning av kung Ludvig Filip och kejsar Napoleon III. Under åren 1852–1853 gav han gravyrlektioner till sin systerdotter Lea Ahlborn. Salmson finns representerad vid Nationalmuseum.

## Galleri

Mellgrens graverade medalj till Svenska Akademien såsom minne över Gudmund Göran Adlerbeth, 1818.